# 富士電視台週三晚間十點連續劇
富士電視台週三晚間十點連續劇是日本富士電視台在每星期三晚間10時（日本時間）播出的電視連續劇檔次，別稱「水十」。

## 作品列表

### 1990年代

#### 1991年
- 10月16日 - 12月18日：難陀羅曼陀羅（なんだらまんだら）
  - 出演：森光子、工藤靜香、野村宏伸等
  - 劇本：矢島正雄、扇澤延男
  - 主題歌：工藤靜香「Metamorphoze」

#### 1992年
- 1月15日 - 3月18日：幸福的決斷（しあわせの決断）
  - 出演：中村雅俊、田中美佐子、萩原聖人、一色紗英、段田安則等　
  - 劇本：松原敏春
  - 主題歌：Eric Patrick Clapton「Wonderful Tonight」
- 4月15日 - 6月24日：再一次再見（さよならをもう一度）
  - 出演：石田純一、秋吉久美子、石黑賢、石田百合子、戶田菜穗等
  - 劇本：水橋文美江
  - 主題歌：Laura Fygi「Don't it make my brown eyes blue」
- 7月8日 - 9月16日：逃跑者（逃亡者）
  - 出演：田原俊彥、和久井映見、赤井英和、八千草薰、益岡徹等　
  - 劇本：矢島正雄
  - 主題歌：田原俊彥

#### 1998年
- 4月15日 - 7月1日：庶務二課（ショムニ）
  - 出演：江角真紀子、寶生舞、京野琴美、櫻井淳子、戶田惠子、高橋由美子等
  - 原作：安田弘之《庶務二課》
  - 劇本：高橋留美、橋本裕志
  - 主題歌：SURFACE/IZAM with ASTRAL LOVE
- 7月8日 - 9月23日：快樂躁狂者（ハッピーマニア）
  - 出演：稻森泉、藤原紀香、諸星和己、阿部寬、金子賢、上原櫻等
  - 原作：安野夢洋子《戀愛暴走族》
  - 劇本：、
  - 主題歌：南方之星「PARADISE」
- 10月14日 - 12月16日：歡樂主婦妙芳鄰（板橋マダムス）
  - 出演：櫻井淳子、高樹沙耶、邊見繪實理等
  - 原作：青沼貴子《酷媽寶貝蛋》
  - 劇本：橋本裕志
  - 主題歌：福山雅治「Peach!!」

#### 1999年
- 1月6日 - 3月24日：飲料水的力士出場的通道（お水の花道 女30歳ガケップチ）
  - 出演：財前直見、上川隆也、一色紗英、原沙知繪等
  - 原作：城戶口靜（作）、理花（畫）
  - 劇本：
  - 主題歌：SURFACE
- 4月14日 - 6月30日：半張雙人床（セミダブル）
  - 出演：中井貴一、稻森泉、淳君、徐若瑄、大竹忍、吉澤悠、川岡大次郎、金子繪里等
  - 劇本：龍居由佳里
  - 主題歌：濱崎步&淳君「LOVE 〜since1999〜」
- 7月7日 - 9月22日：她們的時代（彼女たちの時代）
  - 出演：深津繪里、椎名桔平、水野美紀、中山忍、加藤晴彥等
  - 劇本：岡田惠和
  - 主題歌：NiNa「Happy Tomorrow」

### 2010年代

#### 2013年
- 4月17日 - 6月19日：家族遊戲（家族ゲーム）
  - 出演：櫻井翔（嵐）、神木隆之介、忽那汐里、浦上晟周、鈴木保奈美、北原里英、板尾創路等
  - 原作：本間洋平《家族遊戲》
  - 劇本：武藤將吾
  - 主題歌：嵐「Endless Game」
- 7月10日 - 9月18日：庶務二課2013（ショムニ2013）
  - 出演：江角真紀子、Becky、本田翼、安藤櫻、森寬和、堀內敬子等
  - 原作：安田弘之《庶務二課》
  - 劇本：丑尾健太郎、大浦光太、北川亞矢子、森迅史
  - 主題歌：Serena
- 10月9日 - 12月18日：Legal high2（リーガルハイ）
  - 出演：堺雅人、新垣結衣、田口淳之介、里見浩太朗、岡田將生、黑木華、古館寬治、小雪等
  - 劇本：古澤良太
  - 主題歌：RIP SLYME「SLY」

#### 2014年
- 1月8日 - 3月19日：我存在的時間（僕のいた時間）
  - 出演：三浦春馬、多部未華子、齋藤工、山本美月、野村周平、吹越滿、淺田美代子、原田美枝子等
  - 劇本：橋部敦子
  - 主題歌：Rihwa「春風」
- 4月9日 - 6月18日：SMOKING GUN～決定的證據～（SMOKING GUN〜決定的証拠〜）
  - 出演：香取慎吾、西內麻理耶、鈴木保奈美、谷原章介、中山優馬、安藤玉惠、濱田ここね、倉科佳奈、尾形一成等
  - 原作：橫幕智裕、竹谷州史作《Smoking Gun 民間科搜研調査員 流田緣》
  - 劇本：酒井雅秋
  - 主題歌：N'夙川BOYS
- 7月9日 - 9月24日：年輕人們2014（若者たち2014）
  - 出演：妻夫木聰、瑛太、滿島光、柄本佑、野村周平等
  - 原作：山內久、森川時久
  - 劇本：武藤將吾
  - 主題歌：森山直太朗「年輕人們」
- 10月15日 - 12月24日：FIRST CLASS2（ファーストクラス）
  - 出演：澤尻英龍華、木村佳乃、倉科佳奈、余貴美子、夏木麻里等
  - 劇本：及川博則
  - 主題歌：安室奈美惠「BRIGHTER DAY」

#### 2015年
- 1月14日 - 3月25日：殘念丈夫（残念な夫）
  - 主演：玉木宏
  - 劇本：山崎宇子
  - 主題歌：UNICORN「是的YES!」
- 4月8日 - 6月10日：心碎四角關係（心がポキッとね）
  - 主演：阿部貞夫
  - 劇本：岡田惠和、村沼也克
  - 主題歌：星野源「SUN」
- 7月8日 - 9月16日：風險之神（リスクの神様）
  - 主演：堤真一
  - 劇本：橋本裕志
- 10月7日 - 12月16日：無痛～診療之眼～（無痛～診える眼～）
  - 主演：西島秀俊
  - 原作：久坂部羊《無痛》
  - 劇本：大久保友美
  - 主題歌：Superfly「黑水滴」

#### 2016年
- 1月13日 - 3月16日：Fragile（フラジャイル）
  - 主演：長瀨智也（東京小子）
  - 原作：草水敏、惠三朗《フラジャイル 病理医岸京一郎の所見》
  - 劇本：橋部敦子
  - 主題歌：東京小子「fragile」

### 2020年代

#### 2022年
- 4月13日 - 6月22日：難破MG5（ナンバMG5）
  - 原作：小澤利雄《難破MG5》
  - 主演：間宮祥太朗
  - 劇本：金澤達也
  - 主題歌：WANIMA「眩光」
- 7月6日 - 9月14日：鋼盔（テッパチ！）
  - 主演：町田啓太
  - 劇本：本田隆朗、關惠理香、諸橋隼人
  - 主題歌：GENERATIONS from EXILE TRIBE
- 10月5日 - 11月30日：為親愛的我致上殺意（親愛なる僕へ殺意をこめて）
  - 原作：井龍一《為親愛的我致上殺意》
  - 主演：山田涼介（Hey! Say! JUMP）
  - 劇本：岡田道尚
  - 主題歌：Hey! Say! JUMP

#### 2023年
- 1月18日 - 3月29日：STAND UP START（スタンドUPスタート）
  - 原作：福田秀《STAND UP START》
  - 主演：龍星涼
  - 劇本：、
  - 主題歌：JUJU「Bet On Me」
- 4月12日 - 6月21日 ：Mr.新娘（わたしのお嫁くん）
  - 原作：
  - 主演：波瑠
  - 脚本：橋本夏
  - 主題歌：SEKAI NO OWARI/
- 7月12日 - 9月20日：元氣囝仔（ばらかもん）
  - 原作：吉野五月
  - 主演：杉野遙亮
  - 脚本：
  - 主題歌：Perfume「Moon」
- 9月27日 - 11月29日 ：派對咖孔明（パリピ孔明）
  - 原作：
  - 主演：向井理
  - 脚本：根本非翟

#### 2024年
- 1月17日 - 3月20日：1000次婚姻敲門（婚活1000本ノック）
  - 原作：南綾子
  - 主演：福田麻貴（3点的女主角）
  - 脚本：松本美弥子、山岡潤平、藤平久子
  - 主題歌：星期三的康帕内拉
- 4月24日 - 6月26日：BLUE MOMENT（ブルーモーメント）
  - 原作：小澤加奈
  - 主演：山下智久
  - 脚本：濱田秀哉
  - 主題歌：邦喬飛「Legendary」
  - 插入歌：山下智久「Perfect Storm（feat. TAEHYUN of TOMORROW X TOGETHER）」
- 7月3日 - 9月11日：新宿野戰醫院（新宿野戦病院）
  - 主演：小池榮子、仲野太賀
  - 脚本：宮藤官九郎
  - 主題歌：南方之星
- 10月9日 - 12月18日： 全領域異常解決室（全領域異常解決室）
  - 主演：藤原龍也
  - 脚本：黑岩勉
  - 片頭曲：清水美依紗「TipTap」
  - 片尾曲：TOMOO

#### 2025年
- 1月15日 - 3月26日：問題物件（問題物件）
  - 原作：大倉崇裕
  - 主演：上川隆也
  - 脚本：松田裕子、原野吉弘、北浦勝大
  - 主題歌：SPYAIR「Buddy」
- 4月16日 - 6月25日：Dr.阿修羅（Dr.アシュラ）
  - 原作：越野涼
  - 主演：松本若菜
  - 脚本：
  - 主題歌：imase
- 7月9日 -  ：最後的鑑定人（最後の鑑定人）
  - 原作：岩井圭也
  - 主演：藤木直人
  - 脚本：及川拓郎、山崎太基、北浦勝大、青塚美穂

## 放送局
注：日本使用JST，台灣及香港使用UTC+8
| 放送對象地域  | 放送局                  | 系列                                         | 放送星期・放送時間 | 備注     |
| ------------- | ----------------------- | -------------------------------------------- | ------------------ | -------- |
| 广域广播      | 富士電視台（CX）        | 富士電視台系列                               | 週三 22:00 - 22:54 | 製作局   |
| 北海道        | 北海道文化放送（uhb）   | 富士電視台系列                               | 週三 22:00 - 22:54 | 同步播出 |
| 岩手縣        | 岩手可愛電視台（mit）   | 富士電視台系列                               | 週三 22:00 - 22:54 | 同步播出 |
| 宮城縣        | 仙台放送（OX）          | 富士電視台系列                               | 週三 22:00 - 22:54 | 同步播出 |
| 秋田縣        | 秋田電視台（AKT）       | 富士電視台系列                               | 週三 22:00 - 22:54 | 同步播出 |
| 山形縣        | 櫻桃電視台（SAY）       | 富士電視台系列                               | 週三 22:00 - 22:54 | 同步播出 |
| 福島縣        | 福島電視台（FTV）       | 富士電視台系列                               | 週三 22:00 - 22:54 | 同步播出 |
| 新潟縣        | 新潟綜合電視台（NST）   | 富士電視台系列                               | 週三 22:00 - 22:54 | 同步播出 |
| 長野縣        | 長野放送（NBS）         | 富士電視台系列                               | 週三 22:00 - 22:54 | 同步播出 |
| 靜岡縣        | 靜岡電視台（SUT）       | 富士電視台系列                               | 週三 22:00 - 22:54 | 同步播出 |
| 富山縣        | 富山電視台（BBT）       | 富士電視台系列                               | 週三 22:00 - 22:54 | 同步播出 |
| 石川縣        | 石川電視台（ITC）       | 富士電視台系列                               | 週三 22:00 - 22:54 | 同步播出 |
| 福井縣        | 福井電視台（FTB）       | 富士電視台系列                               | 週三 22:00 - 22:54 | 同步播出 |
| 广域广播      | 東海電視台（THK）       | 富士電視台系列                               | 週三 22:00 - 22:54 | 同步播出 |
| 广域广播      | 關西電視台（KTV）       | 富士電視台系列                               | 週三 22:00 - 22:54 | 同步播出 |
| 島根縣 鳥取縣 | 山陰中央電視台（TSK）   | 富士電視台系列                               | 週三 22:00 - 22:54 | 同步播出 |
| 岡山縣 香川縣 | 岡山放送（OHK）         | 富士電視台系列                               | 週三 22:00 - 22:54 | 同步播出 |
| 廣島縣        | 新廣島電視台（TSS）     | 富士電視台系列                               | 週三 22:00 - 22:54 | 同步播出 |
| 愛媛縣        | 愛媛電視台（EBC）       | 富士電視台系列                               | 週三 22:00 - 22:54 | 同步播出 |
| 高知縣        | 高知SunSun電視台（KSS） | 富士電視台系列                               | 週三 22:00 - 22:54 | 同步播出 |
| 福岡縣        | 西日本電視台（TNC）     | 富士電視台系列                               | 週三 22:00 - 22:54 | 同步播出 |
| 佐賀縣        | 佐賀電視台（STS）       | 富士電視台系列                               | 週三 22:00 - 22:54 | 同步播出 |
| 長崎縣        | 長崎電視台（KTN）       | 富士電視台系列                               | 週三 22:00 - 22:54 | 同步播出 |
| 熊本縣        | 熊本電視台（TKU）       | 富士電視台系列                               | 週三 22:00 - 22:54 | 同步播出 |
| 鹿兒島縣      | 鹿兒島電視台（KTS）     | 富士電視台系列                               | 週三 22:00 - 22:54 | 同步播出 |
| 沖繩縣        | 沖繩電視台（OTV）       | 富士電視台系列                               | 週三 22:00 - 22:54 | 同步播出 |
| 宮崎縣        | 宮崎電視台（UMK）       | 富士電視台系列/日本電視台系列/朝日電視台系列 | 週三 22:00 - 22:54 | 同步播出 |

### 延後放送的放送局
| 放送對象地域 | 放送局            | 系列                          | 放送星期・放送時間                                    |
| ------------ | ----------------- | ----------------------------- | ----------------------------------------------------- |
| 大分縣       | 大分電視台（TOS） | 富士電視台系列/日本電視台系列 | 週五 24:58 - 25:53                                    |
| 台灣         | 緯來日本台        | 緯來電視網                    | 週六 22:00 - 23:00 引進《》、《》                     |
| 台灣         | MY 101綜合台      | 中華電信MOD                   | 週五 22:00 - 22:55 引進《我存在的時間》、《年輕人們》 |
| 香港         | J2                | 無綫電視                      | 週六 22:05 - 23:05 引進《年輕人們》                   |

## 外部連結
- 富士電視台電視連續劇（页面存档备份，存于）